# Première bataille de l'aéroport de Donetsk
Pour les articles homonymes, voir bataille de l'aéroport de Donetsk.
Guerre du Donbass
Batailles
- Euromaïdan
- Révolution de la Dignité
- Manifestations anti-Maïdan

Annexion de la Crimée
- Invasion russe de la Crimée
- Prise du Parlement de Crimée
- Prise de la base navale sud
- Incident de Simféropol (en)
- Occupation russe de la Crimée

Troubles pro-russes
- Odessa
- Troubles pro-russes à Kharkiv (uk)
- Troubles pro-russes à Louhansk (uk)
- Bataille de la rue Rymarska (uk)
- Proclamation de la république de Crimée
- Prise de Donetsk (uk)
- Proclamation de la RP de Donetsk
- Proclamation de la RP d'Odessa (hu)
- Proclamation de la RP de Lougansk
- Affrontements à Odessa du 2 mai (uk)
- Incendie de la Maison des syndicats d'Odessa

Guerre du Donbass
- Sloviansk
- Marioupol
- 1re Donetsk
- Louhansk
- Il-76
- Saour-Mogyla
- Vol Malaysia Airlines 17
- 2e Donetsk
- Loutouhyne
- Ilovaïsk
- 3e Donetsk
- 32e barrage
- Volnovakha
- Debaltseve
- Marïnka
- Avdiïvka

La première bataille de l'aéroport de Donetsk est un affrontement entre des groupes insurgés de séparatistes liés à la république populaire de Donetsk et les forces gouvernementales ukrainiennes qui a éclaté à l'aéroport international de Donetsk le 26 mai 2014, dans le cadre général du conflit qui touche actuellement l'est de l'Ukraine à la suite de la révolution de Maïdan de 2013-2014.

## Contexte
Le 15 avril, le président par intérim ukrainien Oleksandr Tourtchynov déclare que l'opération antiterroriste contre les séparatistes prorusses a débuté à Donetsk. Plus tôt, des manifestants et des insurgés prorusses avaient pris le contrôle de nombreux bâtiments publics, de villes et territoires de la région. Dans la ville de Donetsk elle-même, ainsi que dans d'autres villes du Donbass, de nombreux bâtiments du gouvernement étaient tombés sous le contrôle de séparatistes. L'aéroport international de Donetsk n'est toutefois pas revendiqué par les séparatistes.

## Événements
Le 26 mai 2014, 200 insurgés prorusses se sont emparés du terminal de l'aéroport, ont exigé le retrait des troupes gouvernementales de la région et ont bloqué la route menant à l'aéroport. Des combats menés avec des avions (Su-25, Mig-29) et des unités aéroportées ukrainiennes (débarquées d'hélicoptères Mi-24) contre les insurgés russophones de la république populaire de Donetsk autoproclamée provoquent des dizaines de morts civils et d'insurgés prorusses. La garde nationale d'Ukraine avait auparavant envoyé un ultimatum aux séparatistes leur demandant de se rendre, mais refusé par ces derniers,. Un hélicoptère d'attaque (Mi-24) détruit un canon antiaérien sous contrôle séparatiste. Des camions avec des renforts séparatistes ont été vus se dirigeant vers l'aéroport. Dans la soirée, la situation reste incertaine alors que les insurgés mènent une contre-attaque et que des tirs sporadiques sont toujours entendus durant la nuit.
Le lendemain, à la fois les dirigeants ukrainien et russe confirment que les forces ukrainiennes de Kiev ont repris l'aéroport, mais en milieu de matinée des tirs de mitrailleuses pouvaient encore être entendus sur l'une des routes principales menant à l'aéroport où les séparatistes avaient construit des barricades,. Le maire de Donetsk exhorte tous les habitants à rester chez eux.
Pendant les combats, le Palais des sports Droujba, domicile de l'équipe de la Ligue continentale de hockey HC Donbass, est saccagé par des hommes armés prorusses qui pillent l'arène avant de détruire des équipements de surveillance et d'y mettre le feu,.
Dans les jours suivant la bataille, la colère envers le gouvernement ukrainien augmente de la part de certains résidents locaux. Selon un habitant, beaucoup de gens pensent à se joindre à l'insurrection si les opérations militaires du gouvernement continuent. Des combats sporadiques se poursuivent, avec au moins un insurgé tué dans une fusillade le 29 mai, et six séparatistes tués le 31 mai, après avoir tenté de récupérer les corps de leurs camarades sur le site de la bataille de l'aéroport.
L'aéroport, fortement endommagé et fermé depuis ces affrontements, est le théâtre à nouveau le 11 juillet 2014 peu de temps après la victoire des forces de Kiev à Slaviansk de nouveaux combats. Des séparatistes attaquent l'aéroport, mais sont repoussés par les forces gouvernementales ukrainiennes,, et des combats à l'artillerie lourde faisaient rage dans les alentours, alors que l'armée ukrainienne s'est positionnée au sud de Donetsk,,.
Le 12 juillet, l'armée est aux portes de la ville et 70 000 habitants fuient la ville.

## Bilan et pertes
Le maire de Donestk, Alexandre Loukiantchenko, estime que le nombre de morts dans les affrontements s'élève à quarante tués, la quasi-totalité d'entre eux étant des insurgés séparatistes, mais aussi deux civils. La morgue de la ville a donné un bilan de 33 insurgés et de deux civils. Quarante-trois séparatistes ont également été blessés. Les dirigeants séparatistes Alexandre Borodaï et Denis Pouchiline font monter le nombre de morts à 100, la moitié étant des insurgés et l'autre moitié des civils dans une tentative afin de pousser la Russie à intervenir,,. Les responsables ukrainiens n'ont rapporté aucune perte,. 15 à 35 des insurgés auraient été tués dans un seul incident où deux camions transportant des combattants blessés de l'aéroport ont été ciblés soit par des frappes aériennes ou soit par un tir de RPG lors d'une embuscade . Trente-quatre des insurgés tués étaient des ressortissants russes et leurs corps ont été rendus à la Russie, (Rostov-sur-le-Don).
Parmi les morts du côté prorusse se trouvent d'anciennes troupes aéroportées russes du 45e régiment de forces spéciales, des anciens combattants de la guerre soviétique en Afghanistan, et le champion de kick-boxing Nikolaï Leonov qui était originaire de Dniepropetrovsk.

## Implication tchétchène
Il a été affirmé et plus tard confirmé que quelques militaires tchétchènes (cinq ou six hommes) sont venus à Donetsk pour combattre aux côtés des insurgés. Bien que Ramzan Kadyrov ait nié les avoir envoyés à Donetsk, un combattant tchétchène a affirmé que celui-ci leur avait donné l'ordre d'aller en Ukraine.